# FN Five-Seven
Die FN Five-Seven ist eine Selbstladepistole, die von der belgischen Firma FN Herstal produziert wird. Der Name greift zum einen die von ihr verschossene Munition im Kaliber 5,7 × 28 mm auf, zum anderen in der Eigenschreibweise den Namen des Herstellers FN (Five-seveN). Die spezielle Munition wird auch in der FN P90 verwendet.

## Technik
Die Pistole ist ein Rückstoßlader mit hebelübersetztem Masseverschluss, ähnlich dem FAMAS-Sturmgewehr. Durch den langen Verschlussweg erzeugt die Pistole einen geringen Rückstoß. Die Waffe ist zum größten Teil aus Polymeren gebaut, um das Gewicht zu reduzieren, und verwendet ein Abzugssystem, bei dem der Hammer im Griffstück integriert ist und vom Schlitten verdeckt wird – im Gegensatz zu den Glock-Modellen und der Walther P99, bei denen der Schlagbolzen selbst mit einer Feder gespannt wird. Die Waffe besitzt einen Schlittenfang und eine Picatinny-Schiene für Zubehör unter dem Lauf, zum Beispiel für Laserpointer.
Das Kaliber 5,7 × 28 mm ist mit einem normalen Geschoss kaum besser als andere gängige Pistolen- bzw. Revolverkaliber in der Lage, Schutzwesten zu durchschlagen. Lediglich die für Behörden entwickelte Munition mit Hartkern ist dazu geeignet. Diese unterliegt in Deutschland dem Kriegswaffenkontrollgesetz und ist für Zivilpersonen verboten. Auch in den Vereinigten Staaten ist diese Munition nur für Behörden freigegeben.

## Versionen

### Five-Seven
Das Originalmodell besitzt einen Single-Action-Only-Abzug ohne Sicherung. Der Abzugsbügel ist so dimensioniert, dass die Waffe auch mit Handschuhen bedient werden kann.

### Five-Seven Tactical
Wie die Standardversion, aber mit Single-Action-Abzug und Sicherung.

### Five-Seven IOM
Die IOM-Version (Individual Officer’s Model) wurde 2004 der Öffentlichkeit vorgestellt. Gegenüber der Originalversion wurden die Zubehörschiene und die einstellbare Visierung geändert. Eine Sicherung verhindert das Auslösen des Schusses ohne eingeführtes Magazin.

### Five-Seven USG
Das von der IOM abgeleitete USG-Modell (United States Government) mit geändertem Magazinlösehebel, einstellbarer Visierung und neuem Griffstück wurde 2005 als Ersatz für die IOM-Version vorgestellt.

### Five-Seven Mk2
Die Five-seveN Mk2 wurde 2013 vorgestellt. Die Mk2 unterscheidet sich optisch leicht vom Vorgänger, so ist nun der Polymerschlitten auch vorne am Lauf geriffelt und die Bedienelemente sind schwarz. Technische Änderungen bestehen darin, dass der Metallschlitten aus einem Stück gefertigt ist und das Magazin durch eine kleine Polymerpyramide in eine linke und rechte Seite geteilt wird, was die Waffe noch zuverlässiger machen soll. Die Mk2 ist minimal breiter als die USG-Modelle und somit nicht mit allen Holstern der USG-Variante kompatibel.

### Five-Seven Mk3 MRD
Im Jahr 2022 wurde mit der Five-Seven Mk3 MRD (Mini Red Dot) erstmals eine von Grund auf neu konzipierte Version der Five-Seven vorgestellt. Die Mk3 unterscheidet sich optisch stark von ihren Vorgängern, sie wirkt wesentlich kantiger und klobiger und soll ergonomischer sein als die Vorgänger. Die größte Neuerung ist die Möglichkeit der Montage eines Rotpunktvisiers auf dem Schlitten der Pistole.

## Rechtliches
Aufgrund ihres Kalibers ist diese Waffe in Deutschland (§ 2 Abs. 3 i. V. m. Anlage 2 Abschnitt 1 Nr. 1.2.5 WaffG) seit dem 1. April 2008 im privaten Besitz nicht erlaubt.

## Nutzer
- Belgien: Piloten
- Frankreich: GIGN[1]
- Griechenland: EKAM[2]
- Libyen: Die Libyschen Streitkräfte erhielten 367 Five-Seven[3]